# خوان كاميلو روا
خوان كاميلو روا (بالإسبانية: Juan Camilo Roa)‏ (14 نوفمبر 1994 في كولومبيا - ) هو لاعب كرة قدم كولومبي في مركز الوسط. لعب مع أتلتيكو جونيور.

## وصلات خارجية
- خوان كاميلو روا على موقع قاعدة بيانات كرة القدم.إي يو (الإنجليزية)
- خوان كاميلو روا على موقع Soccerway.com (الإنجليزية)
- خوان كاميلو روا على موقع عالم كرة القدم.نت (الإنجليزية)
- خوان كاميلو روا على موقع AS.com (الإسبانية)